# Psychotria celiae
Psychotria celiae är en måreväxtart som beskrevs av Julian Alfred Steyermark. Psychotria celiae ingår i släktet Psychotria och familjen måreväxter. Inga underarter finns listade i Catalogue of Life.